# Młynki (powiat bełchatowski)
Młynki – dawna wieś (obecnie teren odkrywki Szczerców KWB Bełchatów) w Polsce położona była w województwie łódzkim, w powiecie bełchatowskim, w gminie Szczerców. Miejscowość wchodziła w skład sołectwa Młynki-Parchliny. Położona była nad rzeką Krasówką dopływem Widawki.

## Historia

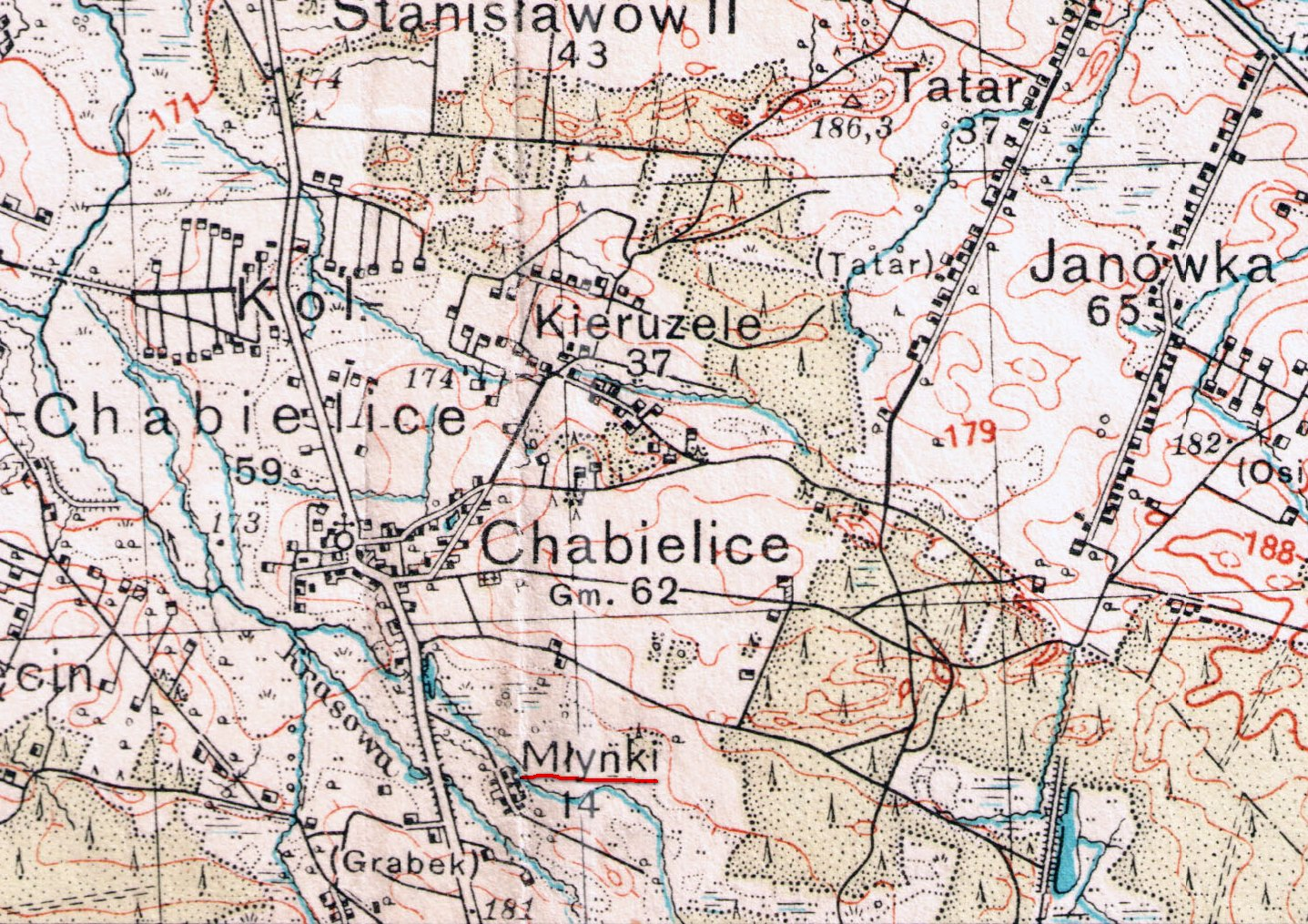
Młynki -1934 przed komasacją gruntów

Badania archeologiczne przeprowadzone w 2001 na terenie Młynków, pod kierownictwem B.Muzolfa wykazały ślady osadnictwa z okresu schyłkowopaleolitycznego, mezolitycznego oraz kultury pucharów lejkowatych z neolitu. Znaleziono ślady osady z czasów kultury łużyckiej i z wczesnej epoki żelaza oraz odkryto ślady osadnictwa kultury przeworskiej z okresu wpływów rzymskich. Znaleziska te świadczą o stałej penetracji osadniczej w rejonie Młynków.

Wieś istniała przed 1649, w roku tym jest wymieniana w akcie erekcyjnym parafii Chabielice. Osada wchodziła w skład majątku ziemskiego Chabielice, który dzierżyli Chabielscy herbu Wieniawa.
W 1749 Brunon Chabielski ówczesny dziedzic sprzedał dziedziczne Chabielice i Młynki za sumę 69000 złotych Bogumiłowi Walewskiemu cześnikowi sieradzkiemu. 
W 1832 rząd carski z powodu czynnego udziału Stanisława Walewskiego w powstaniu listopadowym skonfiskował Chabielice i Młynki.
W 1836 właścicielem osady był Konstanty Walewski, według spisu, który polecił wykonać, we wsi był młyn wodny o dwóch gankach z drzewa, darnicami kryty o wymiarach 28 x 10 x 4, oraz  8 domów drewnianych krytych słomą. 

W XIX wieku w dokumentach gminy i parafii Chabielice miejscowość nosiła nazwę Wioska. Nazwa ta występowała, w gwarze lokalnej, do końca istnienia wsi równolegle z nazwą Młynki. 

Wydany w 1880 Słownik geograficzny Królestwa Polskiego i innych krajów słowiańskich podaje, że było w niej 12 dymów (zagród), 92 mieszkańców oraz zajmowała 63 morgi obszaru. Wieś należała do gminy i parafii Chabielice w powiecie piotrkowskim.
W 1902 Młynki były własnością Mikołaja Jabłońskiego herbu Jasieńczyk. 
Wieś posiadała bardzo zwartą, wręcz ciasną zabudowę. Wybudowane na bardzo wąskich działkach domostwa położone były po lewej stronie Krasówki. W 1937 przeprowadzono komasację gruntów. Nowe zagrody zostały wybudowane po obu stronach rzeki, na scalonych gruntach, wieś uzyskała luźną zabudowę.
W latach 60. XX wieku m.in. pod Młynkami odkryto złoża węgla brunatnego tzw.  Pole Szczerców, co przypieczętowało los miejscowości. Prace związane z uruchomieniem kopalni były kilkakrotnie wstrzymywane w latach 1979-1991. Ostatecznie odkrywka Szczerców ruszyła 21 października 2002 po dwóch latach prac przygotowawczych. Gospodarstwa wykupiono w dwóch etapach. Pierwszy pod koniec lat 80. i drugi w końcu lat 90. XX w. Większość mieszkańców wsi zamieszkała w Bełchatowie.
W latach 1975–1998 miejscowość administracyjnie należała do województwa piotrkowskiego.

## Galeria
Fotografia przedstawia wkop Odkrywki Szczerców-czerwonym kolorem zaznaczone przybliżone położenie Młynków

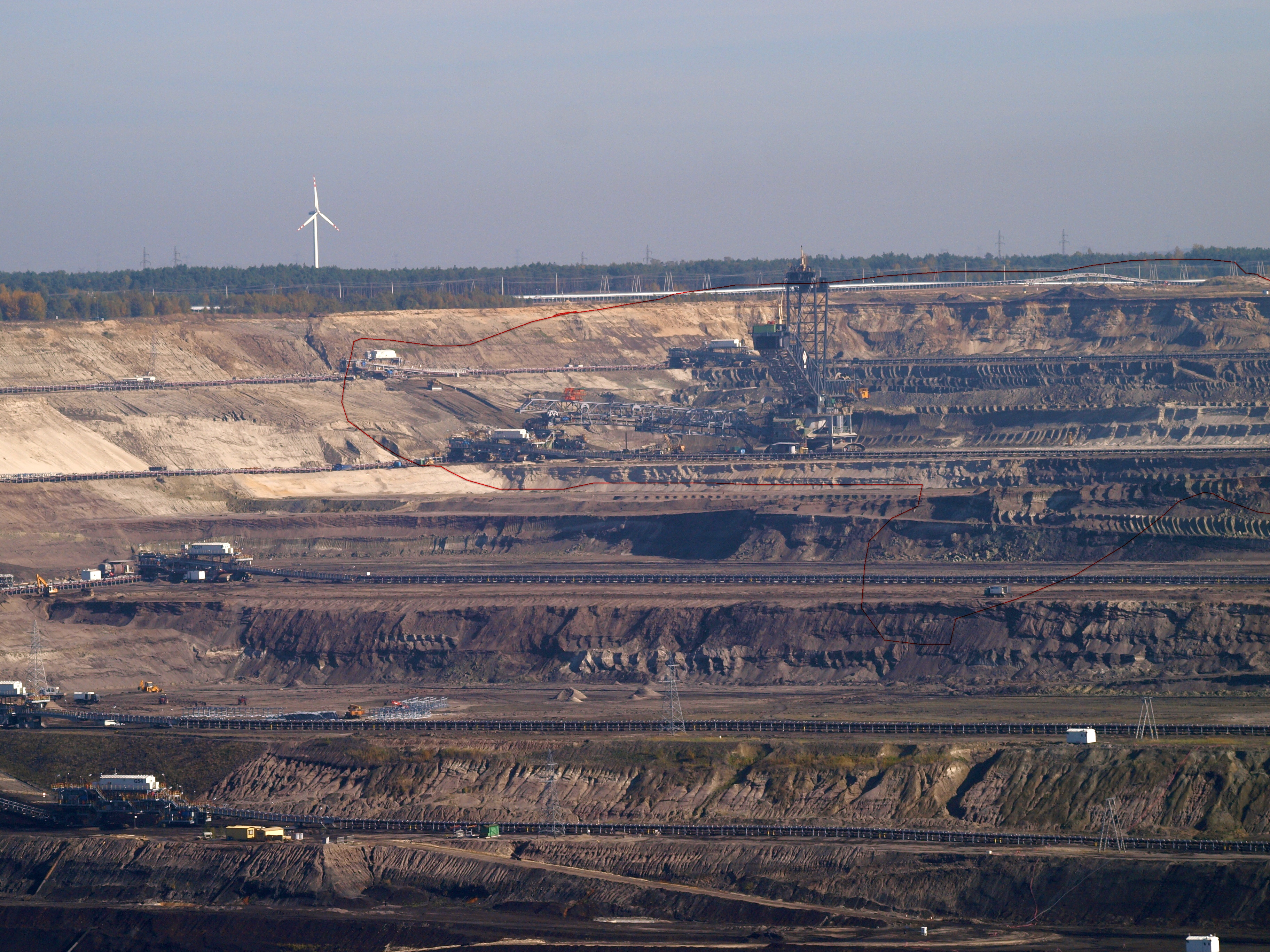
Odkrywka Szczerców